# Myotis findleyi
Myotis findleyi је врста слепог миша из породице вечерњака (лат. Vespertilionidae).

## Распрострањење
Мексико је једино познато природно станиште врсте.

## Станиште
Врста Myotis findleyi има станиште на копну.

## Угроженост
Ова врста се сматра угроженом.

### Популациони тренд
Популација ове врсте се смањује, судећи по расположивим подацима.